# Детский страх

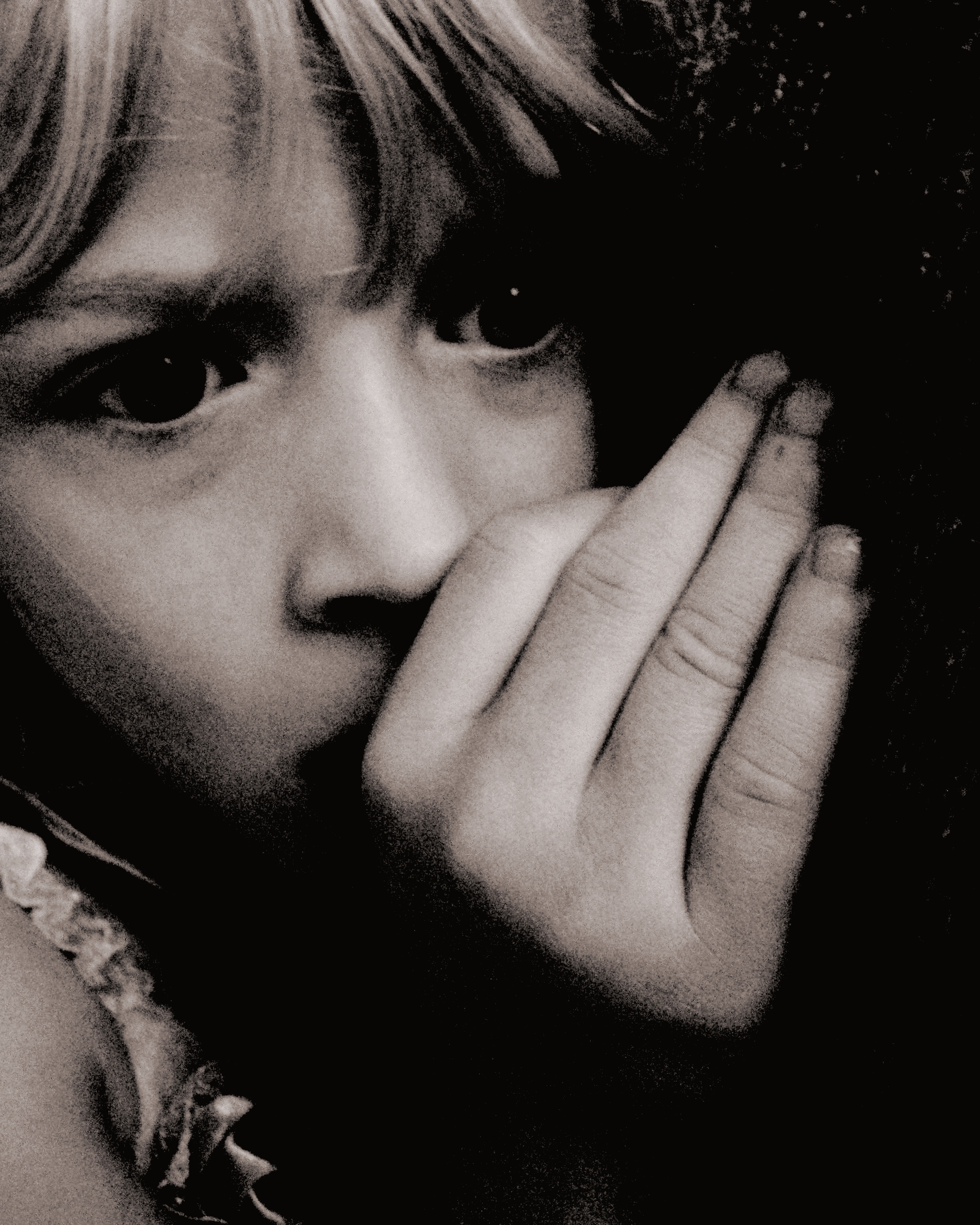
Маленький ребенок демонстрирует страх

Де́тский страх — специфический (возрастной) страх, возникающий у ребенка. Дети часто боятся явлений, которые, как правило, не вызывают страха у взрослого человека (например, темноты, героев сказок). Возникновение детских страхов связано с разными причинами, в том числе с внешней средой (например, с запретами со стороны взрослых, которые ребенку непонятны, внушение со стороны других детей). Выделяют природные и социальные детские страхи. Природные детские страхи (страх смерти родителей, страх животных и другие) бывают у детей до 8 лет. В подростковом возрасте страхи обычно социальные, хотя у отдельных подростков сохраняются природные страхи (например, страх одиночества). Детский страх обычно проходит в течение 3—4 недель, но у некоторых детей он может закрепиться. В этом случае с ребенком проводят специальные занятия у психолога, который применяет различные методы психокоррекции (арт-терапия, сказкотерапия и другие). У некоторых взрослых людей присутствуют детские страхи (например, страх высоты), не исчезнувшие своевременно.

## Значение детского страха и его отличие от взрослого страха
Детский страх имеет несколько отличий от взрослого страха. Обычно отмечают два отличия:
1. Детский страх носит временный характер[1];
2. Причиной детского страха являются возрастные особенности развития[1].

Детский страх позитивен, так как он удерживает ребенка от опасных и необдуманных поступков. Вместе с тем страх задерживает развитие личности ребенка, вызывает у него пониженную самооценку, тормозит творческую деятельность и приводит к повышенной тревожности.

## Факторы (причины) возникновения детского страха
Исследователи выделяют следующие факторы (причины) возникновения детских страхов:
1. Гнев и угрозы по отношению к ребенку[2];
2. Внушение со стороны взрослых, которые эмоционально предупреждают ребенка об опасности, которую он еще не осознает[2];
3. Внушение со стороны детей, которые придумывают себе чудовищ и монстров, а потом рассказывают о них других детям[2];
4. Конкретный случай, который напугал ребенка (например, укусила собака или застрял в лифте)[3];
5. Невроз[3];
6. Детская фантазия[3];
7. Конфликты в семье (ребенок очень часто считает себя причиной конфликта между родителями)[3];
8. Обиды со стороны сверстников[3].
9. Жилищные условия семьи. А. И. Захаров отмечал, что у детей, живущих в коммунальных квартирах, где больше возможностей контактировать со сверстниками, меньше вероятность возникновения страхов, чем у детей (особенно девочек) из семей, живущих в отдельных квартирах[4];
10. Количество детей в семье. У единственного ребенка в семье, который находится в тесном эмоциональном контакте с родителями, обычно сильнее перенимает их беспокойство[5]. Увеличение количества детей в семье обычно способствует уменьшению страхов[5];
11. Возраст родителей. У родителей в возрасте старше 30 лет (и особенно в возрасте старше 35 лет) дети более беспокойны[5];
12. Пол ребенка. Девочки более склонны к страхам, чем мальчики[6].

## Классификация детских страхов
Существуют разные варианты классификации детских страхов. Пожалуй, наиболее распространенной и простой классификацией является деление детских страхов на природные и социальные. Природные страхи основаны на инстинкте самосохранения и являются наиболее ранними по времени возникновения. Социальные страхи возникают позже и являются страхами социальных объектов или ситуаций социального взаимодействия.
Природными являются, в частности, страхи смерти себя и родителей, животных, чудовищ, темноты, высоты, глубины, воды, огня, пожара, крови, врачей, уколов, замкнутого пространства, неожиданных звуков. К социальным страхам относятся страхи одиночества, быть не собой, наказания, опоздать, каких-то людей, осуждения со стороны сверстников и другие.
Детские страхи также делят на три группы (классификация основана на предмете страха, особенностям его протекания, его продолжительности, силе и причинам возникновения):
1. Сверхценные страхи — наиболее распространенные детские страхи. Их причина — фантазия ребенка. В эту группу входят, в частности, страх темноты, страх смерти родителей;
2. Навязчивые страхи — страхи в определенных жизненных ситуациях. Пример — страх высоты, открытых и закрытых пространств;
3. Бредовые страхи — страхи, причина которых неясна. Пример — страх ребенка надевать ботинки потому, что он когда-то в них поскользнулся и больно ударился.

## Соотношение возраста и доминирующего детского страха
Иногда исследователи выстраивают зависимость: возраст ребенка — доминирующий детский страх. Вот пример:
- Дети до 1 года — страх перед громким и неожиданным шумом, перед незнакомыми людьми, раздеванием, одеванием и сменой обстановки;
- Дети в возрасте 1—3 лет боятся разлуки с родителями, травм, засыпания и сна (здесь боязнь ночного кошмара). Также в этом возрасте сохраняется страх смены обстановки;
- Ребенок 3—5 лет боится темноты, одиночества и замкнутого пространства;
- Дети в возрасте 6—7 лет больше всего боятся смерти;
- Ребенок 7—8 лет боится неодобрения со стороны родителей.

## Уровень развития детских страхов
Всех детей обычно делят по уровню развития детских страхов на три группы: дети с низкой выраженностью детских страхов, с оптимальным уровнем страхов и дети с высоким уровнем страхов. Преобладают обычно дети с высоким уровнем страхов. Например, опрос 60 школьников Нижнего Новгорода в возрасте 8—9 лет показал следующие результаты:
1. Низкая выраженность детских страхов — 15 % опрошенных;
2. Оптимальный уровень страхов (возрастная норма) — 33 % опрошенных;
3. Высокий уровень страхов — 52 % опрошенных.

## Методы обнаружения детского страха
Для выявления детского страха используют следующие методы:
- Опросник «Страхи у детей» (для дошкольников, но предпочтительнее для младших школьников). Он не напоминает социологический опрос, так как вопросы ребенку задают в ходе игры и как бы между прочим. При этом вопрос задается ровным и спокойным голосом[12];
- «Нарисуй свой страх» (метод А. И. Захарова, предпочтительнее для дошкольников). Ребенку выдают листы бумаги формата А4 и фломастеры или цветные карандаши. Затем ему предлагают нарисовать то, чего он боится. После окончания рисования ребенка просят объяснить — что он нарисовал. Внимание исследователь обращают не только на количество нарисованных страхов, но и на некоторые особенности рисунка — цветовую гамму, нажим, характер мазков, масштабность изображения и т. д.[12];
- Тест «Сказка» Луизы Дюсс. Тест выявляет наличие (отсутствие) детского страха и состоит из 10 сказок, объединенных общим персонажем, с которым ребенок будет себя идентифицировать. Каждая сказка заканчивается вопросом, ответ на который должен дать ребенок[13];
- Опросник по выявлению детских страхов, разработанный Л. С. Акопян, который состоит из 18 вопросов, разбитых по 7 блокам[14];
- Методика «Страхи в домиках» А. И. Захарова (в модификации М. А. Памфиловой)[15].
- И ряд других методик.

А. И. Захаров рекомендовал родителям дома организовать рисование страхов ребенка, которые выявлены психологом.
Таблица 1. Рисунок детского страха в домашних условиях (А. И. Захаров)
|    | Название детского страха | Его изображение в рисунке                                               |
| -- | ------------------------ | ----------------------------------------------------------------------- |
| 1  | Одиночества              | Ребенок и всего того, что он боится, оставшись один                     |
| 2  | Нападения                | Агрессивно ведущие себя взрослые                                        |
| 3  | Заболеть (заразиться)    | Больница или микробы                                                    |
| 4  | Опоздать                 | Бегущий в школу ученик, часы которого показывают время первого урока    |
| 5  | Снов                     | Засыпающий ребенок, опасения которого полностью видны на рисунке        |
| 6  | Темноты                  | Слегка затушеванная комната, где проявляются персонажи фантазии ребенка |
| 7  | Животных                 | Изображение каждого вызывающего страх животного                         |
| 8  | Сказочных персонажей     | Изображение каждого вызывающего страх сказочного персонажа              |
| 9  | Высоты                   | Гора (высокое здание), на которой (-ом) кто-то стоит                    |
| 10 | Глубины                  | Ущелье, колодец, морское дно                                            |
| 11 | Воды                     | Купание, обливание и т. п.                                              |
| 12 | Война                    | Сражение                                                                |
| 13 | Крови, уколов, боли      | Текущая кровь из пальца, делание укола, плачущий ребенок и т. д.        |
| 14 | Неожиданных воздействий  | Что-то падает, разбивается, гудок, сигнал                               |

## Продолжительность детского страха
Считается нормальным, если продолжительность детского страха не превышает 3—4 недель. Некоторые детские страхи способны сохраняться даже во взрослом возрасте. А. И. Захаров отмечал, что у взрослых сохраняются страхи: высоты (больше у мужчин), смерти родителей (больше у женщин), войны (больше у женщин), сделать что-то неправильно (тоже гораздо чаще у женщин, чем у мужчин), не успеть (чаще у женщин).

## Страхи у дошкольника и младшего школьника
В белорусском Витебске по методике опросника «Страхи у детей» была изучена группа из 40 дошкольников в возрасте 5—7 лет с нормальным развитием, посещающих детский сад. Также были опрошены 40 детей, обучающихся в первом классе гимназии Витебска. Исследование показало, что у близких по возрасту старших дошкольников и первоклассников страхи почти одни и те же. Однако у первоклассников появился страх опоздания, связанных видимо с необходимостью соблюдать школьную дисциплину. Кроме того, у первоклассников преобладал страх смерти (как самого ребенка, так и боязнь смерти родителей). У дошкольников на первом месте стоял страх животных. Также после поступления в школу частотность страхов резко увеличилась и видимо стало больше детей, у которых отмечено несколько разных видов страхов.

### Страхи у старших дошкольников
Витебское исследование показало, что у дошкольников в возрасте 5—7 лет наиболее часто (более 5 случаев выбора из 40 опрошенных) встречаются такие страхи (в скобках указано количество случаев выборов в группе из 40 детей):
- Животных (25);
- Темноты (24);
- Чудовищ, сказочных персонажей (15);
- Неожиданных, резких звуков (14);
- Врачей (10);
- Пожара (8);
- Одиночества (8);
- Нападения бандитов (7);
- Уколов (7);
- Сделать что-нибудь плохо (7);
- Крови (6).

Страхи перед людьми у этих дошкольников, как видно из вышеуказанных данных встречались редко. Наиболее частыми из таких страхов были боязнь врачей и нападения бандитов. Старшие дошкольники почти не боялись смерти и стихийных бедствий. Три самых распространенных страха у старших дошкольников не были связаны с обществом — дети боялись животных, темноты и сказочных персонажей.

### Страхи у первоклассников
У детей 1-го класса белорусской гимназии при проведении такого же опроса в начале 2010-х годов (в Белоруссии детей в начале 2010-х годов в 1-й класс принимали в возрасте 6—7 лет, кроме того, как и в России в 1 классе белорусской школы детям не ставили отметок) наиболее частыми (более 5 случаев выбора из 40 опрошенных) были следующие страхи (в скобках указано количество ответов в группе из 40 детей):
- Смерти (32);
- Смерти родителей (25);
- Пожара (25);
- Нападения бандитов (24);
- Сделать что-нибудь плохо (24);
- Стихийных бедствий (23);
- Огня (22);
- Опоздать (22);
- Войны (21);
- Животных (18);
- Страшных снов (17);
- Чудовищ, сказочных персонажей (16);
- Глубины (16);
- Темноты (14);
- Не успеть куда-либо (что-то сделать) (14);
- Высоты (12);
- Заболеть (12);
- Боли (12);
- Неожиданных резких звуков (12);
- Уколов (12);
- Одиночества (11);
- Незнакомых людей (10);
- Сна (10);
- Наказания (9);
- Крови (8);
- Больших улиц, площадей (8);
- Врачей (8);
- Замкнутых пространств (6).

Из этих цифр видно, что после поступления в школу общее количество страхов у каждого ребенка резко увеличилось, но новых видов детских страхов почти не появилось. Если у опрошенных старших дошкольников 5—7 лет зафиксированы 28 видов страхов, то у опрошенных первоклассников — 30 видов страхов. У первоклассников выявлены только два вида страха, которых не было у старших дошкольников — страхи опоздать и заболеть.
У первоклассников очень часто встречались страхи, связанные с жизнью в обществе — сделать что-то плохо, не успеть что-то сделать, боязнь опоздать, встречи с незнакомыми людьми, наказания. Также у первоклассников Витебска часто встречались страхи стихийных бедствий и пожаров (огня). Самым распространенным у первоклассников был страх смерти — как самого ребенка, так и родителей. Также первоклассники очень часто боялись заболеть или испытать боль.
Интересно, что исследование детских страхов у первоклассников российского Владимира, проведённое по методике М. А. Памфиловой «Страхи в домиках», показало иной результат — 73 % обследованных 26 учеников одного первого класса боятся одиночества. Именно страх одиночества был среди владимирских первоклассников доминирующим, в то время как среди 40 первоклассников Витебска этот страх был отмечен только у 11 детей (28 % опрошенных).

### Страхи у учеников 2 — 3 классов школы (8 — 9 лет)
У 8—9-летних школьников сохраняются те же страхи, что и у первоклассников. По методике А. И. Захарова «Выявление страхов у детей» были обследованы 60 школьников Нижнего Новгорода. В результате этого исследования были выявлены следующие распространенные страхи:
- Смерти — 82 % опрошенных;
- Войны — 82 % опрошенных;
- Нападения — 81 % опрошенных;
- Резких, неожиданных звуков — 71 % опрошенных;
- Наказания — 58 % опрошенных;
- Боли — 55 % опрошенных;
- Страшных снов — 52 % опрошенных
- Высоты — 37 % опрошенных;
- Одиночества — 32 % опрошенных.

## Подростковые социальные страхи
У подростков также имеются возрастные страхи, но они в основном социальные (хотя природные страхи у некоторых детей тоже сохраняются в этом возрасте). А. И. Захаров отмечал, что по данным специального опроса среди подростков в возрасте 10—12 лет абсолютно преобладали природные страхи, а затем доминировали социальные страхи (их пик пришелся на возраст 15 лет). Выделяют 5 видов социальных страхов у подростков в возрасте от 10—11 лет до 15 лет (или в возрасте от 11—12 лет до 16—17 лет):
1. Страх «быть не собой», то есть стать кем-то другим;
2. Страх провала, осуждения, наказания. Причина — перфекционизм или юношеский максимализм, который склонен из единичного факта делать общие выводы без учета индивидуальных особенностей человека и наклеивать «ярлык» «поражения» или «успеха» вне зависимости от затраченных усилий;
3. Страх физических уродств. Подросток очень сильно переживает из-за постоянных изменений своей внешности в связи с половым созреванием и гормональными всплесками;
4. Страх одиночества;
5. Страх бесперспективности и невозможности самореализации.

Исследование, проведенное среди подростков в возрасте 13—14 лет (Костромская область) показало, что на возникновение социального страха у них большое влияние оказывает такой фактор, как место проживания (город или сельская местность). У городских подростков небольшой по численности жителей Костромы гораздо чаще встречались гелотофобия, страхи буллинга и одиночества, чем у их ровесников из малокомплектных сельских школ. Зато сельские подростки Костромской области намного чаще испытывали страхи осуждения, общения с незнакомыми людьми и наказания.
Страх будущей самостоятельной жизни силен у российских подростков, воспитывавшихся в детском доме. Исследование, которое проводилось в детском доме № 4 города Комсомольск-на-Амуре) показало, что воспитанники подросткового возраста боятся повторения судьбы своих «неблагополучных» родителей.

## Характеристика некоторых распространенных детских страхов
Каждый детский страх имеет свои причины и проявления, поэтому для различных страхов применяются несколько разные методы психокоррекции. Кроме того, страхи способны «перетекать» один в другой. А. И. Захаров отмечал, что страх смерти трансформируется в страх смерти родителей, а в подростковом возрасте в страх войны.

### Страх одиночества
Считается, что ребенок уже в 6 лет может ненадолго оставаться дома один. Страх одиночества (или разлуки) возникает при реальной или воображаемой угрозе расставания ребенка со значимыми для него лицами. В ходе индивидуальных бесед с первоклассниками владимирской школы, у которых был выявлен этот страх, было установлено, что он был вызван в основном двумя причинами:
- Сильная привязанность к родителям (63 %);
- Недостаток любви и внимания в неполной семье (37 %).

Страх одиночества считается патологическим, если он чрезмерно длителен или возникает в возрасте, когда уже должен быть преодолен.

### Страх темноты
Страх темноты возникает в 3—6 лет. Причины страха темноты:
- Ребенок обладает знаниями и способностью что-то придумать, но пока не может разделить реальность и вымысел;
- Психологические травмы — тяжелая болезнь или смерть близкого человека, авария, развод родителей, пережитое насилие.

Психокоррекция страха темноты производится посредством сказкотерапии и арт-терапии. Примером сказкотерапии страха темноты является игра «Кукольные прятки» для детей 4—6 лет, когда ребенку предлагают отыскать спрятанную в как в освещённом помещении, так и в тёмной комнате игрушку (причем за найдённую в темноте игрушку дается больше очков).

### Страх кошмарных снов
В дошкольном и младшем школьном возрасте некоторые дети боятся ночных кошмаров. А. И. Захаров отмечал, что страх кошмарных снов связан со следующими детскими страхами: нападения, заболевания (заражения), смерти (как ребенка, так и родителей), животных, стихии, глубины, огня, пожара и войны. Особенно распространен этот страх у мальчиков в возрасте 6 лет и у девочек в возрасте 5- 6 лет. А. И. Захаров отмечал, что среди опрошенных им детей в возрасте 6 лет на наличие страха кошмарных снов указали 39 % мальчиков и 43 % девочек. У детей, страдающих неврозами, страх кошмарных снов наиболее часто представлен в возрасте 6—10 лет. С поступлением в школу этот страх начинает исчезать (особенно у мальчиков). Среди опрошенных А. И. Захаровым школьников в возрасте 8 лет на наличие страха кошмарных снов указали 10 % мальчиков и 23 % девочек. В подростковом возрасте этот страх присутствует примерно у каждого десятого ребенка: среди опрошенных А. И. Захаровым подростков в возрасте 15 лет на наличие страха кошмарных снов указали 8 % мальчиков и 14 % девочек. Этот опрос А. И. Захаров проводил в конце 1970-х годов.
Для коррекции страха снов рекомендуют арт-терапию: ребенку предлагают нарисовать (или вылепить) приснившееся в смешной позе. Также можно разыграть смешной сон в сценке кукольного театра. Для профилактики ночного кошмара ограничивают чтение волшебных сказок, просмотр телевизора.

### Страх сказочных персонажей
Дети могут бояться сказочных (мультипликационных) героев. Этот страх стимулируют детские страшилки. Кроме того, страх сказочного персонажа может вызвать поведение родителей. А. И. Захаров отмечал, что у 3-летних детей вызывающая ужас Баба-Яга ассоциировалась со строгой матерью. Кроме того, детский страх сказочного персонажа связан с более поздними детскими страхами. Например, по мнению А. И. Захарова страх Бабы-Яги предварял возникающий в возрасте 6—7 лет страх смерти.
Психокоррекция страха сказочных персонажей производится с помощью арт-терапии. Очень часто применяется прием «Маски страха» (для детей 4 — 8 лет), когда детей просят изготовить маску страшного для них персонажа и потом они пугают ей друг друга в веселой форме (обычно 1 раз в неделю).

### Страх смерти
Обычно в возрасте 5—6 лет многие дети начинают бояться умереть. Этот страх намного слабее у детей, которые верят в загробную жизнь. А. И. Захаров отмечал, что страх смерти по данным корреляционного анализа связан со целым рядом других детских страхов:
1. Нападения;
2. Темноты;
3. Сказочных персонажей;
4. Заболевания и смерти родителей;
5. Страшных снов;
6. Животных;
7. Стихии;
8. Огня, пожара;
9. Войны.

Страх смерти приводит к целому ряду негативных последствий. После смерти хомячка девочка 7 лет стала панически бояться умереть во сне как хомячок и не могла заснуть одна, не могла без плача от жалости к героям слушать сказки, страдала спазмами в горле, а также приступами удушья и частыми позывами в туалет.
Для психокоррекции страха смерти предлагают различные игры (например, поискать в плохом хорошее (для детей 6—8 лет).

### Страх смерти родителей
Страх смерти родителей проявляется в нарушении сна, заторможенности (или наоборот — чрезмерной активности).

### Страх заболеть
Страх заражения болезнью тесно связан со страхом смерти и обычно является внушенным взрослыми страхом болезней от которых (по словам взрослых) можно умереть. Страх заражения становится невротической формой страха смерти. А. И. Захаров привел в качестве примера девочку 6 лет, жившую с мнительной бабушкой, которая стала бояться страха заражения после того, как в аптеке прочитала, что нельзя есть пищу, на которой сидела муха. После этого девочка постоянно мыла руки и отказывалась есть в гостях, воспринимая страх смерти как наказание за нарушение запрета.

### Страхи войн, катастроф, нападений
Страх нападения, войны или катастрофы часто бывает у мальчиков, поэтому игры для его коррекции в основном «мужские» и предполагают победу над противником. Примером является игра «Сражение», предложенная А. И. Захаровым для детей старше 4-х лет.

### Страхи уколов, боли и врачей
«Медицинские» страхи встречаются у дошкольников и реже в младшем школьном возрасте. Для их преодоления используют игры (например, игра «Больница» для девочек, где имитируются все медицинские процедуры. которые вызывают страх).

### Страх наказания
Страх наказания часто возникает у детей, которые никаким телесным наказаниям не подвергаются. Для коррекции этого страха используют игры, предполагающие нанесение легких ударов, имитирующих физическое наказание (например, игра «Пятнашки», предложенная А. И. Захаровым).

### Страх лечения у стоматолога (дентофобия)
Дентофобия встречается как у детей, так и взрослых. Однако наибольшее распространение дентофобия получила именно среди детей-дошкольников.
Причины дентофобии у ребенка:
1. Негативный опыт лечения у стоматолога (как личный, так и известный со слов взрослых и других детей). Как правило, такой негативный опыт характерен для детей старшего возраста;
2. Страх боли, так как зубной боли присущи особая острота и сила;
3. Страх неизвестности от первого посещения зубной клиники. Этот страх возникает часто потому, что ранее не бывавшие у стоматолога дети, которые еще не подозревают о болезненности лечения, слышат от взрослых успокаивающие фразы типа «Не волнуйся, это не больно»;
4. Недоверие к врачу, вызванное обманом со стороны стоматолога. Также недоверие может быть вызвано у ребенка высказываниями родителей об их негативном опыте лечения у другого стоматолога.

В зависимости от степени поведенческой реакции выделяют 4 уровня дентофобии:
1. Легкий страх — пассивный отказ от лечения с мотивировкой типа «у меня больше не болит», «я лучше приду завтра». Выражение лица напряженное, на окружающих смотрит с опаской, просит разъяснения по поводу любого движения врача, но в стоматологическое кресло садится сам;
2. Умеренный страх — активный отказ от лечения, нежелание садиться в стоматологическое кресло, скованность, плаксивость, тремор, учащение пульса и дыхания;
3. Сильный страх — решительный отказ от лечения, ребенок проявляет агрессию в отношении врача (кусает, отталкивает, бьет стоматолога, отворачивается от него), значительное учащение пульса, дыхания, выраженная потливость, расширение зрачков;
4. Очень сильный страх — отказ ребенка даже заходить в стоматологический кабинет, а посадить его в кресло практически невозможно. Ребенок судорожно цепляется за родителей, во время пребывания в кабинете кричит и сильно плачет. Могут отмечаться приступообразный невротический кашель, рвота, непроизвольное мочеиспускание.

Исследование, проведенное в стоматологической клинике Самары показало, что среди детей, являющихся первичными пациентами с возрастом уровень страха снижается. Для исследования были выбраны дети в возрасте 0—18 лет, которые прошли первичный прием в этой клинике в 2012 году (всего 653 пациента, из них 501 ребенок в возрасте от 0 до 6 лет). У детей до 6 лет очень сильный страх был отмечен в 4 % случаев, а сильный страх в 13 % случаев. У первичных пациентов в возрасте 7 — 13 лет очень сильный страх имел место в 2 % случаев, а сильный страх в 6 % случаев. У подростков в возрасте 14 — 18 лет случаев очень сильного страха отмечено не было, а сильный страх был только в 3 % случаев.
Для преодоления дентофобии у ребенка рекомендуют:
- Первое посещение стоматолога проводится с ознакомительной целью — ребенок знакомится с врачом, с оборудованием;
- Родителям рекомендуют спокойно сообщать ребенку о посещении стоматолога, а также хвалить «героизм» ребенка на приеме у стоматолога;
- Адекватное обезболивание.

### Страх опоздать
В основе страха опоздать (не успеть) в гости, в детский сад и т. д. — неопределенное и тревожное ожидание какого-либо несчастья. А. И. Захаров отмечал, что страх опоздать больше характерен для мальчиков с высоким уровнем интеллектуального развития, находящихся под излишней опекой родителей (в том числе, когда их матери предпочли бы видеть их девочками).

## Методы психологической коррекции (устранения) детских страхов
Детские страхи обычно успешно устраняются психологом. Для снятия детского страха используют различные методы психологической коррекции:
- Арт-терапия;
- Сказкотерапия;
- Музыкотерапия;
- Танцетерапия.

Выбор конкретной методики психокоррекции детского страха зависит от возраста ребенка. А. И. Захаров считал, что наилучший результат рисование страха дает у детей в возрасте 5—11 лет, а в младшем дошкольном и подростковом возрастах лучше использовать игровые методы. Однако, если подросток охотно рисует, то эффект от рисования страха будет таким как раньше.

### Арт-терапия

Арт-терапия страха пауков. Автор рисунка, ребенок 6 лет 9 месяцев, «посадил паука в клетку», чтобы он не приходил к нему во сне

Арт-терапия успешно применяется при коррекции многих детских страхов. Эффективность применения арт-терапии в форме рисования страха и последующей работы с рисунком достаточно высока. А. И. Захаров отмечал, что устранение детского страха через рисование происходит примерно в 50 % случаев при изображении детского страха по типу «боюсь» и в 80—85 % оставшихся страхов, если ребенок изображает себя в активной противостоящей страху позиции. Лучше, если задание нарисовать страх даст посторонний и доброжелательно настроенный человек. А. И. Захаров отмечал, что рисование страха эффективно для коррекции страхов, порожденных воображением, а также страхов, вызванных давно произошедшими травмирующими событиями (например, давно случившимся укусом собаки). По его мнению рисование страха не дает должного результата, если такое событие произошло недавно.
Коррекция детского страха методом арт-терапии состоит из следующих этапов:
1. Выстраивание доверительных отношений между психологом и ребенком;
2. Ребенку предлагают нарисовать то, чего он боится;
3. Беседа по рисунку. Ребенку предлагают полюбить нарисованный предмет. Например, если страх вызывает кикимора, то ребенку предлагают подумать, что бы хотела она получить на свой день рождения. Ребенок начинает понимать, что кикимора пугает детей не со зла, а от жизненных трудностей и начинает ей сочувствовать.
4. Опрос в конце занятия — что ребенок чувствует к нарисованному.

Иногда «нарисованный» на бумаге детский страх сжигают, а потом объясняют, что страха больше нет, так как он сожжен, а пепел развеян в присутствии ребенка. В некоторых случаях нарисованный объект выбрасывают, закрашивают или «садят в клетку».
Выбор средства рисования зависит от возраста ребенка, хотя рекомендуется предоставить ребенку возможность выбора средства рисования страха. А. И. Захаров отмечал, что для дошкольников больше подходят краски, для младших школьников — фломастеры, а для 12-13-летних подростков — карандаши.
В арт-терапии используется не только рисование, но и лепка отрицательных героев.
Арт-терапия помогает также при коррекции страха перед животными. Например, ребенку. боящемуся собаки, предлагают нарисовать для собаки все, в чем она по его мнению, нуждается.
Используют арт-терапию даже для коррекции страхов, вызванных не живыми существами, а явлениями. Например, для преодоления страха глубины предлагают нарисовать рядом папу, который будет держать ребенка сильными руками.

### Сказкотерапия
Для психокоррекции детского страха используют специальные «терапевтические сказки». Например, один из вариантов сказкотерапии детского страха темноты состоит из следующих этапов:
1. Ребенок выбирает из предложенного ему психологом набора ассоциативных карт карту с изображением симпатичного ребенку мальчика или девочки (в зависимости от пола ребенка-пациента);
2. Психолог рассказывает сказку о выбранном персонаже, в которое затрагивается страх темноты. Примером является начало сказки из книги И. В. Маниченко. «За окном темнело, наступал теплый весенний вечер. Солнце осторожно опускалось за город, уютно укутываясь в розовые облака. Скоро на небе появится луна, крохотными капельками заблестят звезды и все заснут. Только Алеша будет крутиться в своей кроватке и плакать от страха». Психолог описывает позитивные качества выбранного ребенком героя, отмечая, что страх темноты — естественное явление. Это должно помочь снять у ребенка чувство стыда за этот страх. Далее психолог останавливается.
3. Психолог предлагает ребенку продолжить сказку и рассказать, чего он боялся.
4. После того, как ребенок закончил рассказ, психолог на основе его рассказа еще раз говорит о ночных страхах и предлагает выбрать героя-помощника, который «вдруг появился». Выбор производится из предложенных ассоциативных карт;
5. Карты героя и героя помощника кладутся рядом и ребенку предлагается придумать счастливое окончание сказки.
6. После окончания сказки психолог интересуется эмоциональным состоянием ребенка и закрепляет пройденное. Закрепление выражается в том, что ребенок ищет максимальное число положительных черт между собой и персонажем, который помог справиться с ночным страхом. Ребенок рисует (раскрашивает) помощника, а потом берет картинку себе домой. Также ребенок придумывает себе «волшебные слова», которые произносит помощник героя для того, чтобы справиться со страхом. Героя-помощника и «волшебные слова» ребенок может потом дома использовать в борьбе со страхом.

### Игротерапия
Для психокоррекции страхов также используют различные игры. При этом выбор игры зависит от конкретного страха. Г. Р. Акчулпанова и Р. К. Валеева на основе личных наблюдений анализа опыта работы воспитателей предложили соотношение игра — корректируемый детский страх:
- Прятки (обязательно оговаривается, где нельзя прятаться, причем играть можно в темноте с включенным ночником) — для преодоления страхов одиночества, замкнутого пространства, темноты;
- Пятнашки — уменьшают страх наказания со стороны родителей (благодаря легким ударам в ходе пятнания);
- Жмурки (с 3-х лет) — страх замкнутого пространства и темноты.

### Куклотерапия
Куклотерапию одни исследователи относят к арт-терапии, другие к игротерапии, а третьи выделяют ее в отдельный вид.

## Страхи у отдельных категорий детей
Существуют категории детей (воспитанники детских домов, дети с задержкой психического развития), у которых страхи развиваются иначе, чем у большинства их сверстников. Так, у детей-дошкольников с задержкой психического развития страхи встречаются намного чаще, чем у их сверстников с нормальным психическим развитием. У воспитанников детских домов многие страхи встречаются гораздо реже, чем у их сверстников, растущих в семьях.

### Воспитанники детских домов
Исследование, проведенное по методике А. И. Захарова в 2008—2011 годах в Пензенской области (средний возраст обследованных — 9 лет), показало, что по ряду детских страхов нет существенных различий между детьми, воспитывающимися в детских домах, и детьми, живущими в родных семьях. Оказалось, что у обследованных воспитанников детских домов многие страхи встречаются гораздо реже, чем у детей, живущих в родных семьях:
- Страх заболеть (заразиться) выявлен у 70 % опрошенных детей из родных семей и лишь у 43 % опрошенных воспитанников детских домов;
- Страх опоздать в школу выявлен у 84 % опрошенных детей из родных семей и лишь у 17 % опрошенных воспитанников детских домов;
- Страх наказания родителями — 73 % опрошенных детей из родных семей, 15 % опрошенных воспитанников детских домов;
- Страх смерти родителей — 99 % опрошенных детей из родных семей, 82 % опрошенных воспитанников детских домов;
- Страх перед засыпанием — 50 % опрошенных детей из родных семей, 24 % опрошенных воспитанников детских домов;
- Страх глубины — 32 % опрошенных детей из родных семей, 22 % опрошенных воспитанников детских домов;
- Страх войны — 45 % опрошенных детей из родных семей, у 26 % опрошенных воспитанников детских домов;
- Страх врачей — 30 % опрошенных детей из родных семей, 20 % опрошенных воспитанников детских домов;
- Страх уколов — 65 % опрошенных детей из родных семей, 47 % опрошенных воспитанников детских домов;
- Страх неожиданных, резких звуков — 68 % опрошенных детей из родных семей, 49 % опрошенных воспитанников детских домов;
- Страх сделать что-либо неправильно выявлен у 92 % опрошенных детей из родных семей и лишь у 46 % опрошенных воспитанников детских домов.

Однако, как показало то же исследование в Пензенской области, воспитанники детских домов намного чаще, чем дети, живущие в родных семьях боятся одиночества, каких-то людей, сказочных (либо мистических) персонажей, страшных снов, темноты, стихии и замкнутого пространства.

### Дети с задержкой психического развития
У детей с задержкой психического развития более чем в полтора раза больше страхов, чем у детей с нормальным психическим развитием и другие доминирующие страхи. Исследование, проведенное в двух детских садах Кирова (150 обследованных детей), показало, что у детей с нормальным психическим развитием в возрасте 3—7 лет было в среднем (в зависимости от возраста ребенка) от 3,25 страхов (у трехлетних) до 7,55 страхов (у семилетних). У дошкольников с задержкой психического развития, обследованных в рамках того же исследования, среднее число страхов составляло от 5 (для 3-летних) до 12,2 (у 7-летних). Это исследование показало, что дошкольников с задержкой психического развития преобладали страхи, свойственные детям более раннего возраста (животных, страшных снов, сказочных персонажей), тогда как у дошкольников с нормальным психическим развитием преобладали страхи смерти себя и родителей.

## Ученики гимназий (школ с более высоким уровнем требований)
Обучение в школе с более сложной учебной программой оказывает влияние на количество и степень развития страхов у ребенка. В 2000-х годах российские психологи Л. С. Акопян и Т. В. Никифорова провели исследование страхов у 30 школьников из «обычной школы» и 30 гимназистов (продвинутая школа) по методикам А. С. Акопян, А. М. Прихожан и В. А. Петченко. Исследование показало, что у учеников гимназии детские страхи имели следующие особенности:
- Гимназисты гораздо реже считали, что бояться стыдно, чем обычные школьники;
- У обычных школьников гораздо больше (по сравнению с гимназистами) были выражены медицинские страхи и страх смерти;
- В борьбе со страхами гимназисты чаще используют активно-защитное поведение, а обычные школьники предпочитают бездействовать;
- Общий уровень тревожности гимназистов выше, чем у их сверстников из обычной школы.